# 井上尚弥 対 サム・グッドマン戦
NTTドコモ Presents  WBA・WBC・IBF・WBO世界スーパーバンタム級タイトルマッチ 井上尚弥 vs  サム・グッドマン（エヌティティドコモ プレゼンツ ダブリュービーエー・ ダブリュービーシー・アイビーエフ・ダブリュービーオー せかいスーパーバンタムきゅうタイトルマッチ いのうえなおや たい サム・グッドマン）は、実現しなかったプロボクシングの試合。2025年1月24日に日本東京都江東区の有明アリーナで開催する予定で、WBA・WBC・IBF・WBO世界スーパーバンタム級統一王者の井上尚弥と、IBF・WBO世界スーパーバンタム級1位のサム・グッドマンとのタイトルマッチとして企画されていた。
当初は2024年12月24日に開催予定であったが、グッドマンが練習中に負傷したため、1か月後の2025年1月24日に開催日が変更された。その後グッドマンは同じ部位を再負傷してしまい、対戦を辞退した。2025年1月24日の興行は、グッドマンの代役としてWBOスーパーバンタム級11位の金藝俊（キム・イェジョン）が井上尚弥に挑戦すると発表されている。

## 試合までの経緯

### 井上の王座獲得から防衛及びグッドマンの指名挑戦権獲得から前戦まで
2023年6月18日、ゴールドコーストにて、グッドマンが元WBA世界スーパーバンタム級暫定王者ライース・アリームとIBF世界スーパーバンタム級挑戦者決定戦を行い、2-1（117-111、112-116、116-112）の判定勝ちを収め、IBFの指名挑戦権を獲得した。
2023年7月25日、有明アリーナで、井上がWBC・WBO世界スーパーバンタム級統一王者スティーブン・フルトンと対戦し、8回1分14秒TKO勝ちを収め2団体王座の獲得及び世界4階級制覇を達成した。
2023年8月18日、WBOが最新ランキングを発表し、グッドマンはWBO世界スーパーバンタム級1位にランクされた。
2023年12月26日、有明アリーナで、井上がWBA・IBF世界スーパーバンタム級統一王者マーロン・タパレスと対戦し、10回1分2秒KO勝ちを収め、WBC・WBO王座の初防衛及びWBA・IBFの2団体王座を獲得し、バンタム級に続き史上2人目となる2階級4団体王座統一に成功した。
2024年5月6日、東京ドームで、井上がWBC世界スーパーバンタム級1位のルイス・ネリと対戦し、6回1分22秒TKO勝ちを収め、WBC・WBO王座は2度目、WBA・IBF王座の初防衛及びWBCダイヤモンド王座の獲得に成功した。この試合をグッドマンは生観戦しており、試合後の井上の勝利インタビューの終盤で、グッドマンがリングに上がると井上は「次戦は9月ごろ、隣にいるグッドマン選手と防衛戦をしたい。これから交渉していきたい」と自ら言及し、対するグッドマンも「ベルトが欲しくて、ここまで戦ってきた。絶対にやりましょう」と応じた。
2024年5月29日、グッドマンは2024年7月10日にオーストラリアのウロンゴンでWBC世界スーパーバンタム級8位チャイノイ・ウォラウトとスーパーバンタム級12回戦を行うことをプロモーターのノーリミット・ボクシング・プロモーションズが発表した。発表記者会見でグッドマンは、「世界レベルに挑戦する前に、もう1度テストが必要なんだ。僕のチームが考えてくれたプランだ。チームを信頼しているし、彼らのプロセスと計画を信頼している。それはモンスター（井上）と闘うためだけでなく、モンスターを打ち負かすために、可能な限りベストな状態にすることだ。この試合が終わったら、僕は欠場して、自分のチャンスを待つよ」と世界前哨戦を闘う理由を説明し、会見後のテレビインタビューでは井上と対戦した場合の100万ドル（約1億5700万円）とも言われるファイトマネーを失うリスクがあることについて問われると「僕は10歳のときに億万長者になるためにこのスポーツを始めたわけじゃない。世界タイトルを取るためであり、世界タイトルを取るための最高の位置に僕を置くためだ。これがモンスター戦の前の最後の試合になる」と語った。試合間隔を考えると9月に対戦することは難しくなったことになり、井上は「ボクシングあるある」と受け入れながらも、リング上での呼びかけは「試合前に聞いていた話と誤解がありまして、交渉して9月と勘違いしていました。僕が先走ってリングに上げちゃったんですよ。そしたら、全然違った」と説明した。後にグッドマンは、井上vsネリ戦を観戦していた件について「多くの人があれはシナリオ通りであり、そのために私は会場にいたと感じたようだった。実際にはそうではなく、すべて試合後に自然発生したことだった。実はもう少し後ろのセクションのチケットを渡され、そこに座っていたのだけれど、メインの前にリングサイドの空いている席に潜り込んだ（笑）。井上の戦いをなるべく近くで見ておきたかったからだ。ところが試合後、リングに上がれと井上から手招きされ、ああなった。ただ、あの時点での私はもう7月にホームタウンで試合を行うことが決まっていた」と裏側を明らかにした。
2024年7月10日、ウロンゴンのWINエンターテインメント・センターで、グッドマンがWBC世界スーパーバンタム級8位チャイノイ・ウォラウトとスーパーバンタム級12回戦を行い、3-0（117-111、117-113、119-109）の判定勝ちを収めた。試合後にグッドマンは、アメリカスポーツ専門局『FOX Sports』のオーストラリア版で「4、6ラウンド目あたりで痛みを感じ、試合の後半でさらに痛みが増したように感じた」と左拳を負傷したことを明かしたが、「（回復に）それほど長くはかからないだろう」と強気に語り、井上が次戦でかつて自身が対戦し勝利したテレンス・ジョン・ドヘニーとの対戦が決定的と見られている現況については「イノウエは僕の“食べ残し”と戦うみたいだね」と不敵な笑みを浮かべ、「僕がTJと戦った時には、彼を走りまわさせた。でも、俺は勝ったのに全くと言っていいほど評価されなかった。それはTJがすでに歳を取っていたからだ。でも、彼はまたチャンスを得ている。まぁ良いファイターに戻ったんじゃないの？(笑) 知らないけど。とにかく俺は他人の意見なんて気にしないよ。イノウエとは年末に会うんだ」と持論を展開した。
2024年9月3日、有明アリーナで、井上がWBO世界スーパーバンタム級2位のテレンス・ジョン・ドヘニーと対戦し、7回16秒TKO勝ちを収め、WBC・WBO王座は3度目、WBA・IBF王座は2度目の防衛に成功した。グッドマンは井上の勝利後に自身のSNSにて、「12月に会いましょう」と投稿し、対する井上も試合後の記者会見でグッドマンをはじめとした次戦の対戦候補について問われると、「いずれやるので。心配しないで」と笑い飛ばした。
2024年9月6日、グッドマンが所属しているノーリミット・ボクシング・プロモーションズのYouTubeに出演。3日に行われた井上vsドヘニー戦を仲間と一緒に観戦した。試合についてグッドマンは「一方的だが冴えない。物足りない。ちょっと変な終わり方だったな」と酷評。「勝つ方法はある。オレのやりかたでプレッシャーをかければ勝てるチャンスはある。最高の自分で挑む。頭を使ってスマートに戦わねばならない。彼はとても速く、カウンターもうまく、パワーもある。だからスマートにやらなければならない」と頭脳的なボクシングを展開することを強調し、井上陣営と水面下で交渉はスタートしていることをグッドマンは明かし、「彼らのチームがコンタクトしてきたのは“オレと戦いたい”ということなんだろう。準備万全。ぜひ実現したい。やってやるよ」と意気込んだ。
2024年10月5日、井上とグッドマンとの試合の契約が最終局面に入っていると、米スポーツ専門局『ESPN』が報じた。ESPNによれば、両陣営による細部の契約が最終調整に入り、公式発表は近日中に行なわれる予定だという。ボクシング・ジャーナリストであるマイク・コッピンジャーは自身のSNSに「イノウエは、今回もクリスマスイブに王座防衛戦が義務づけられている。グッドマンはエキサイティングなスタイルであり、非常に過小評価されている」と記し、右構えでワンツー主体の正統派ボクサーのポテンシャルを高く評価。展開次第ではサプライズを起こす可能性を示唆した。

### 対戦決定後の概要

#### 2024年
2024年10月24日、東京都内のホテルで記者会見が開かれ、2024年12月24日に有明アリーナで井上とグッドマンによるタイトルマッチが行われることが発表された。またアンダーカードで、WBO世界バンタム級王者武居由樹の2度目の防衛戦、OPBF東洋太平洋・WBOアジアパシフィックウェルター級王者佐々木尽と第57代日本ウェルター級王者坂井祥紀によるタイトルマッチ、第50代日本スーパーフェザー級王者奈良井翼とWBOアジアパシフィックスーパーフェザー級王者渡邊海による60kg契約10回戦、日本スーパーバンタム級王者下町俊貴と日本スーパーバンタム級13位の平野岬によるタイトルマッチ、WBOアジアパシフィックミニマム級王者小林豪己と第35代日本ミニマム級王者高田勇仁によるタイトルマッチが行われることも明らかになった。会見内で井上は「非常にまとまった選手。無敗ということは何かしらの強さを持っていると思う。IBFとWBOの1位の選手なので、避けられない相手の一人」とグッドマンの印象を語り、「今年を締めくくるという意味でインパクトのある試合をしていきたい」と意気込んだ。一方、リモートで参加したグッドマンは「とてもいいボクサー。パウンド・フォー・パウンドのベストであることは知っている」と井上を評価。「どのような試練があるかも承知しているが、わざわざ東京へ行ってリングで倒れることはまったく考えていない」と闘志を燃やした。会見の終盤で井上は「ちょっと一言だけ言いたい」と司会者を制止し、前戦のドヘニー戦についてグッドマンが「冴えない試合」とインタビューでコメントした件について、「それはドヘニーが塩試合に徹したから冴えない試合になってしまった」と反論し、井上は「ぜひ熱い試合をしてもらいたい。その意気込みで日本に来てもらいたい」とグッドマンに宣戦布告し、グッドマンも「東京で会おう」と応じた。
同日の記者会見後に、グッドマンは母国のポッドキャスト番組『The Punch Podcast』に出演。グッドマンは、「相手が大物であろうと俺は自分のやることは変えない。自分の得意不得意は理解しているし、ひたすらに長所を伸ばして戦うつもりだ」と断言。「イノウエは強い。だからこっちの土俵ってものに巻き込む必要があると思っている。彼との試合が一筋縄ではいかないものなのは分かってる。でも、勝てると思うから挑むんだ。俺は自分の成長と価値を上げるために強敵と戦い続けてきた。そうやって自分のやりたいことを叶えてきたんだ」と語り、番組MCから「イノウエに勝つための道筋は見えているか」と問われると、グッドマンは「倒す手段は必ずあると思っている」と豪語し、「どんな選手も人間ではあるんだ。倒す方法は何かしらあるよ。イノウエは素晴らしい選手だ。それは間違いない。でも、あくまで“人間”だ。それを俺は12月24日に証明する。イノウエは本当に凄い選手だから蔑むつもりはない。でも、彼に限らず俺のスタイルは誰にとってもやりづらいはずだ」と強調した。またグッドマンは、自身が井上vsドヘニー戦が「冴えない」と発言したことについては「俺はドヘニー戦が『彼のベストに見えなかった』と言っただけだ。まぁドヘニーの戦い方もそういう試合になった理由なのは理解できた。でも、今回は違う。俺は他の選手みたいにリング上でぐるぐると逃げ回る気はない。彼をどうにかして倒しに行くさ」と真意を明らかにした。
2024年11月1日、大橋ボクシングジムはセミファイナルに出場する武居由樹の対戦相手が、WBO世界バンタム級10位のユッタポン・トンディに決定したことを発表した。
2024年11月13日、ノーリミット・ボクシング・プロモーションズがYouTube動画を配信し、グッドマンがシドニーでメディアの取材に応じた様子を公開した。試合に向けた強化合宿の真っ最中だというグッドマンは「この試合に勝つためにここにいる。自分をアンダードッグ（かませ犬）だとは言わない。新しい世界王者だと言おう」と勝利への自信を見せ、「幼い頃にこのスポーツを始めたときから、ずっと目指してきたことだ。このスポーツでベストの選手になるため、4団体統一王者になるためにやってきた。それを達成するまで私は止まらないので、毎日毎日、絶え間ない努力をしてきた。休みはない。だから、私は必ずこの男を倒しにいく」と決意を示した。またグッドマンはオーストラリア放送協会の取材に対し、「彼はパウンド・フォー・パウンドで最高の選手の一人だが、それが自分を興奮させてくれる。自分の名前を世に知らしめ、このスポーツで最も有名な選手の一人になれるチャンスだからだ。そう思うからこそ、いたずらに過大評価はしない。誰にでもあり得ることだが、（井上が）負ける可能性があることもわかっている」と語り、「この試合に勝てるとは思っていなかったら、私はこの試合を受けなかっただろう。だから、100％の自信を持ってリングに上がり、勝利して誰もが認めるチャンピオンになるつもりだ」と力を込め、井上戦に向けて秘策を聞かれた際には「何か秘密のことをやっているとか言いたいところだが、そんなものはない。重要なのは一貫性とこれまで以上に努力を重ねること」と応じ、「ベルトなしでは日本を離れない。それ以外にやることは何もない。それが私の使命であり、この競技を始めたときからの目標だ」と語った。
2024年11月14日、井上が横浜市内のジムで公開練習を行った。メキシコ人2選手とのスパーリングを公開し、井上は「2人とも強い選手ですが、グッドマン対策としてはタイプは違う。タイプで言えば正反対なので。この先の残りのスパーリングは考えながらやりたいと思う」と話し、「グッドマンが正統派なのでメキシコ人のパートナーだけでなく、アマチュアのボクサーともやりたいと思う」と今後の調整について明かした。
2024年11月17日、オーストラリア放送局『Wide World of Sports』の番組「2GB」にグッドマンが出演。「これは俺にとって人生最大の挑戦だけど、覚悟はできている」と断言したグッドマンは、井上と対峙する現在の心境について、「全然怖いとは思ってない。このスポーツに携わるようになってからずっと、こうした試合に出たいと思ってきたし、何よりもベルトのためにやろうと決めていた。俺はただただボクシングをするために始めたんじゃない」と語り、周囲の下馬評についても問われた際には、「俺は、俺を見下す人たちや、俺には倒せないと言う批評家に興味はない。とにかく自分自身と自分にできることを信じている」と宣言し、外野の喧騒を意に介さず、「すべてが間違っていることを証明する」と己の戦いにベクトルを向けていることを明らかにした。またオーストラリアのスポーツ専門ポッドキャスト番組『Hello Sport』にも出演したグッドマンは、「みんなが俺に別の選択肢を考えろと言ってきた。けど、いつだって俺はこういう試合ができると思ってやってきたし、いろんな意見を無視してきた」と強調しつつ、「イノウエは本当に素晴らしいファイターだし、そういう評価を受けている理由は明確にある。簡単な試合にはならないし、楽な相手なんかじゃない。これ以上にないくらいにタフな挑戦になる。彼は本当に破壊的なパンチを持ってる。でも、何より警戒すべきは彼のボクシングIQだ。少し過小評価されている彼の武器だと思う。イノウエは本当に多くの強みがある」と井上を分析。一方で、「こういう試合の方が俺はワクワクする。俺はこうしてここにいる。世界を驚かせて、自分の偉大さを証明するチャンスを掴んでいるんだ。何回も言うけど彼は本当に凄いファイターだ。だから勝つために自分の全力を出さないといけない。今は自分を限界までハードに追い込んでいる。なんというか、暗い場所に入っていくような感覚で、自分の限界を押し広げているよ」と試合に向けた心境を語った。
2024年11月20日、井上と武居以外のアンダーカードに出場する全8選手が都内の会場に勢ぞろいして会見に臨み、それぞれが意気込みを述べた。またこの日は、アンダーカードの試合順が公開された。
2024年11月21日、井上が所属ジムで新たなスパーリングを公開。アマチュア全米王者のジャフェスリー・ラミドを招聘し、仮想グッドマンを想定したスパーリングを行った。見守った大橋会長は「メキシコ選手2人とも濃厚なスパーリングを行ってます。素晴らしい内容です！」と絶賛のコメントを寄せた。
2024年11月22日、ノーリミット・ボクシング・プロモーションズが新たなYouTube動画を配信。ジム内で行われたとみられるグッドマンのインタビューの様子を投稿。記者から「（10月の発表から）一度落ち着いて、これがどれほど大きなチャンスか分かりましたか？」という問いについてグッドマンは、「落ち着く時間なんてない。一秒たりともね。全てをトレーニングに注いでいる。腰に4つのベルトをつけた後、落ち着いて、自分が何を成し遂げたか振り返ることができるよ」と、練習量を誇示し、井上のホームである東京での試合について「クリスマスの時期だし、海を渡れない奴らもいる。でもとんでもない奴らの少数精鋭で大騒ぎするぜ。彼らはかなりリスペクトにあふれる国であり、文化を持っているけど、俺たちの集団は気が狂ってるからな。ワイルドになるぜ」と、熱狂的な同胞が駆けつけることを予言した。最後に井上のプロモーターが、グッドマン戦以降にラスベガスやサウジアラビアでの試合を検討していることについて問われると、「彼らの計画の全てをぶっ壊せたらどれだけ良いことか。彼はオーストラリア行きの便を予約しておいたほうがいいだろうな。なぜなら彼は来るからね」と笑みを浮かべて答えた。
2024年11月24日、オーストラリアのポッドキャスト番組『The Run Home with Joel and Fletch』にグッドマンが出演。番組の中で「君が彼（井上）に勝てるという理由を教えてくれ」という質問に対し、グッドマンは「イノウエはボクシング界のスーパースターだ」と強調しながらも、「それは俺がこの階級で一番強いボクサーだからだよ。自分のスキルを信じてるし、やれると思ってる」と豪語し、「彼は俺みたいな相手と戦ったことはないだろうしね。もちろん、イノウエは素晴らしい選手だ。みんな彼が何でもできると思い込んでるけど、彼だって傷つくし、血を流すこともある。とにかく俺は自分ができるってことを信じてるし、日本に行って彼を倒すつもりだ」と話し、トレーニングキャンプ中である現在の状況については「今までの合宿とは全く違う。ただ、今はこれまでやってきたことの量を増やして、もっと徹底的に追い込んでやっている感じかな。昔から俺は一生懸命にやるタイプで、ジムでも全力を尽くしてきたけど、今は負荷を本当に尋常じゃないレベルに上げてやってる。昨日は朝5時から夜の6時半までジムで限界まで自分を追い込んだ。それが日常って感じで、今はそれだけが重要なんだ」と明かし、「日本の観衆の前で完全に意識を飛ばさせたい。（井上の）マウスピースを飛ばすんだ」と不敵に笑った。
2024年11月25日、井上が自身のSNSにて1度目の抜き打ちドーピングテストを終えたことを報告した。
2024年11月28日、井上が新たなスパーリングを公開した。井上は「だらけないで10ラウンドをしっかりとやりきった。あのテンポで10回を進めることができれば試合はもう問題ない」と話し、対戦相手のグッドマンについては「番狂わせをしてやろう、一晩で人生を変えてやろうという選手の気持ちを、自分が上回る気持ちでやらないと。気持ちの差が出ると思う。意識するのはそこですね」とコメントした。
2024年12月3日、イギリスの専門メディア「BLOODY KNOCKOUT」がグッドマンの特集を公開。記事では「28勝無敗の日本人天才ボクサーは、19戦全勝の挑戦者サム〝ザ・ゴースト〟グッドマンを相手にスーパーバンタム級のタイトル防衛に臨む。そして、このオーストラリア人は怪物級チャンピオンにプロ初黒星をつけることで世界に衝撃を与える準備ができている」と記し、グッドマンがオーストラリアの格闘専門チャンネル「MAIN EVENT」に出演した際の発言を引用。井上が来年に3試合を計画していることを受け、グッドマンが「彼と、彼のチームのことは知らないが、ショーの裏ですべてを運営している人たち、プロモーターとか、そういう人たちは間違いなく私のことを見落としている。彼らが次の試合だけでなく、その次の3試合を計画しているという話がいろいろ出ているが、彼は私と再び戦うことになるかもしれない」と皮肉ったことを伝え、その上でグッドマンは「12月24日には、私がただ数ラウンドを勝ち抜くために出場しているのではないことが分かるだろう。私は勝つために、この男（井上）を倒すために出場している。人生を変えるために出場しているんだ」と力説した。
2024年12月4日、井上が横浜の大橋ジムで公開練習に臨んだ。公開したのはシャドーボクシングとサンドバッグ打ちを2ラウンドずつ披露しただけで、その後は非公開で練習を続けた。井上は試合の抱負について問われると、「初めて観る人にはボクシングの醍醐味であるKOシーンを、ボクシングマニアには技術をおみせしたい」と応じた。
2024年12月7日、オーストラリアのスポーツ専門ポッドキャスト番組『Hello Sport』にグッドマンが出演。キャリア19戦はいずれも母国内での試合の為、人生初のアウェー戦を迎えるに辺り、「日本の観客の反応や声を聞いたけど、彼らはそれほど騒がしくない。本当に礼儀正しい人たちだ」とグッドマンは語りつつ、「この試合に勝つ方法はいくつかあると思う」と敵地でも恐れ知らずに挑むことを宣言した。
2024年12月12日、オーストラリアメディア「Herald Sun」がグッドマンの最新情報を公開。井上と対戦経験があるジェイソン・モロニーがスパーリングパートナーを務め、井上対策を行っていたことが明らかになった。グッドマンは「キャンプではハイレベルな選手が集まり、試合に向けていい準備ができた。（弟アンドリューと合わせて）モロニー兄弟は素晴らしい仕事をした」と感謝しており、同メディアは「グッドマンは長期にわたる激しいスパーリングをこなした後、世界に衝撃を与える準備ができている」と報道した。

#### グッドマンの負傷による日程変更と再負傷による対戦辞退
2024年12月14日、グッドマンが来日直前の練習打ち上げの公開スパーリングの際に左眼上部の裂傷を受傷するアクシデントが発生した。このためグッドマン陣営が試合延期を要請。これを受けて12月14日に主催者サイドが興行そのものを1ヶ月延期する決定を行い、会場の変更はせずに試合期日を2025年1月24日として改めて開催することとなった。しかし同年1月11日にグッドマンが左目上を再びカットしたため同年1月24日の対戦は結局キャンセルとなり、WBOスーパーバンタム級11位の金藝俊（キム・イェジョン、韓国）が代役として井上と対戦することとなった。

## 対戦カード
^Note 1 WBA・WBC・IBF・WBO・リングマガジン世界スーパーバンタム級タイトルマッチ
^Note 2 WBO世界バンタム級タイトルマッチ
^Note 3 OPBF東洋太平洋・WBOアジアパシフィックウェルター級タイトルマッチ
^Note 4 60kg契約10回戦
^Note 5 日本スーパーバンタム級タイトルマッチ
^Note 6 WBOアジアパシフィックミニマム級タイトルマッチ

## 放送
| 国/地域       | 地上波放送 | ケーブル・衛星放送 | PPV | ネット配信 |
| ------------- | ---------- | ------------------ | --- | ---------- |
| 日本 (開催地) | N/A        | N/A                | N/A | Lemino     |
| アメリカ      | N/A        | N/A                | N/A | ESPN+      |